# Parque nacional Tingo María
El parque nacional Tingo María (PNT) es una reserva ecológica ubicada en el departamento de Huánuco, Perú. Se encuentra en el valle del Huallaga y protege una bella zona de montañas en la cadena conocida como la Bella Durmiente, visibles desde la ciudad de Tingo María, que cuenta con una frondosa vegetación selvática y un complejo sistema de cavernas subterráneas.
- Ley de creación: Ley n.º 15574
- Superficie: 4777,80 ha
- Ubicación: Distrito de Mariano Dámaso Beraún, provincia de Leoncio Prado, departamento de Huánuco.
- Ecorregión: Selva alta (yungas)

## Reseña histórica
Por Resolución Suprema n.º 033, del 4 de enero de 1940, se aprobó la lotización de la pequeña y mediana propiedad agrícola en Tingo María, en la que
se designaban 4 lotes destinados a formar un parque nacional que involucraba a la quebrada que da lugar a la cueva de las Pavas. 
Mediante el Decreto Supremo n.º 061, del 16 de octubre de 1950, se declaró reserva nacional, al refugio de vida silvestre conocido con el nombre de cueva
de las Lechuzas.
El parque nacional Tingo María fue creado, repentinamente, por la Ley n.º 15574, promulgada en el año 1965, sin el proveído del entonces Servicio Forestal y de Caza, única entidad competente de la administración general de los parques nacionales y reservas equivalentes en el país. Según dicha ley, que no fija límites definidos, se incluyen dos formaciones naturales: la Bella Durmiente y la cueva de las Lechuzas.
En 1967, un grupo de personalidades locales, viendo la destrucción acelerada del parque nacional y de otras áreas naturales de la región, conformaron el Comité para la Protección de las Bellezas Naturales de Tingo María, que viene actuando desde entonces.

## Objetivos
Proteger un conjunto de montañas cubiertas por bosques pertenecientes a la cadena conocida como la Bella Durmiente. Entre sus atractivos principales, destacan la llamada cueva de las Lechuzas, abertura principal de un complejo sistema subterráneo de cavernas que se encuentra dentro del macizo de la Bella Durmiente, varias fuentes de aguas termales y paisajes de gran belleza. Conservar la excepcional flora y fauna silvestres. Garantizar el desarrollo socioeconómico de las poblaciones aledañas y fomentar el turismo local.

## Especies que protege
Numerosas especies de flora como de importancia económica como el cedro de altura, la quina azufre, el tulpay, la palmera poma y huasai, entre otras; y especies de fauna como los guácharos (Steatornis caripensis) y otras especies silvestres ya desaparecidas de gran parte de la selva central. Entre la gran cantidad de especies animales que existen en el distrito de Tingo María, están el ocelote, el perezoso de tres dedos, la sachavaca, el venado rojo, el sajino, el tigrillo y el gallito de las rocas, también hay animales como los patos de las rocas.

## Cueva de las Lechuzas
El nombre de lechuza se debe a una tradicional malinterpretación de las aves más características de su interior, que en realidad son guácharos (Steatornis caripenis) y no lechuzas. Esta cueva, a la que se accede por una imponente entrada de unos 20 × 25 m situada a 673 m de altitud, es probablemente el mayor atractivo turístico del parque nacional Tingo María y tiene también un gran valor de conservación. Se trata de una caverna kárstica de grandes dimensiones con bellas formaciones rocosas, cuyas galerías aún no han sido totalmente exploradas. Alberga una importante población de guácharos, además de varias especies de murciélagos, que conviven con loros o pihuichos (Aratinga leucophthalmus) y cotorras (Pionus menstruus), golondrinas y otras aves. Como los guácharos utilizan sus potentes voces para orientarse en la oscuridad a modo de sonar, dentro de la cueva hay un griterío casi ensordecedor. La cueva está acondicionada para las vistas turísticas en un recorrido acotado que no genera problemas a las especies silvestres. En el entorno inmediato de la cueva, hay baños fluviales y otras áreas adaptadas para la recepción de visitantes.
Además de los vertebrados mencionados, habitan en este sistema espeleológico una comunidad de artrópodos raros y endémicos que viven directa o indirectamente de las semillas llevadas por los guácharos y de sus deshechos. Arácnidos, coleópteros, quilópodos, diplópodos, crustáceos, hongos y bacterias prosperan sobre los nutrientes aportados principalmente por los guácharos.

## La Bella Durmiente
Como se ha explicado en la introducción del artículo, el parque nacional nació en la Bella Durmiente, la cadena de montañas que domina la ciudad de Tingo María, que vista desde esta ciudad recuerda a la silueta de la joven doncella tumbada sobre la hierba. Según la tradición local, ella vela por los tingaleses y sus bosques. Dicen también que, a veces, el malvado dios recuerda su desgracia y lanza terribles lluvias sobre la ciudad. Suenan los truenos y los ríos se cargan amenazantes, pero siempre vuelve la calma. Los pobladores de la zona se preguntan: «¿Será que se está resignando a contemplar su belleza desde lejos...?».
Ubicada a poco más de 600 m s. n. m., Tingo María es una ciudad típicamente tropical que se enmarca en un bello escenario de selva alta dominado por el paisaje de la ceja de montaña. Ésta es una región de montañas de roca calcárea que forman acantilados, grutas, cascadas y sumideros que, literalmente, se tragan ríos enteros para escupirlos luego, transparentes y claros como pocos, desde lo más profundo de la floresta. Ésta es también una de las ciudades más jóvenes de la Amazonía.

### La ciudad
La historia de su fundación está íntimamente ligada a la ocupación de los yungas o selva alta, que se inicia en la década de los cuarenta del siglo XX. Como una consecuencia de la activa política de expansión desarrollada por el Estado, la selva era considerada una fuente inagotable de tierras agrícolas y extraordinariamente rica en materias primas de exportación como pieles y maderas finas. Tingo María era, pues, la puerta de entrada al inmenso llano amazónico. Así, la recién fundada ciudad se convirtió prontamente en un puesto de avanzada y eje de ocupación de la Amazonía central.

### Característica agrícola
Con una temperatura media anual de 24.5 °C y una precipitación anual promedio a los 3500 mm, Tingo María se ubica en una de las zonas más lluviosas del país. Este es, qué duda cabe, el reino de los helechos y las flores silvestres, un ecosistema de gran valor natural (y vital para el mantenimiento del equilibrio hídrico de la región). Pero que sufre el constante deterioro por parte de malas prácticas agrícolas.